# Alphabet saraiki
L’alphabet saraiki est une adaptation de l’alphabet perso-arabe utilisée pour l’écriture du saraiki. Le saraiki a aussi été écrit avec l’écriture multani (en) du XVIIIe siècle au XXe siècle. La devanagari est utilisée par les hindous et le gurmukhi par les sikhs.
Dans le Sind, le saraiki est écrit avec l’alphabet sindhi.

## Histoire
Le premier alphabet perso-arabe adapté au saraiki en tant que tel est développé par Andrew Jukes (en) pour son dictionnaire publié en 1900. Jukes, avec l’aide de scribe saraiki, développe des règles graphiques pour représenter toutes les sons du saraiki. Certaines de ses lettres sont modifiées par un comité mis en place par l’État de Bahawalpur. Cette orthographe standardisée est utilisée dans la publication دیوانِ فرید [Divān-e-Farid] (1944) et devient la norme actuelle.

## Lettres
| آ | ا | ب | ٻ | پ | ت | ٹ | ج | ڄ | چ | ح | خ | د | ڈ | ݙ | ر | ڑ | ز | س | ش | ص | ض | ط | ظ | ع | غ | ف | ق | ک | گ | ڳ | ل | م | ن | ݨ | و | ه | ی | ث | ذ | ژ |

| Norme actuelle | Orthographe de Jukes | Norme sindhi |
| -------------- | -------------------- | ------------ |
| ٻ              | ٻ                    | ٻ            |
| ڄ              | ڄ                    | ڄ            |
| ݙ              | ڋ                    | ڏ            |
| ڳ              | ڰ                    | ڳ            |
| نڄ             | ن٘ج                   | ڃ            |
| ݨ              | نڑ                   | ڻ            |